# L’Abbaye
L’Abbaye ([labei] oder [labeji], im einheimischen frankoprovenzalischen Dialekt [(a) labaːˈi] oder [(a) labaˈji]) ist eine politische Gemeinde im Distrikt Jura-Nord vaudois des Kantons Waadt in der Schweiz.

## Geographie

Luftbild (1964)

L’Abbaye liegt auf 1014 m ü. M., 29 km südwestlich der Bezirkshauptstadt Yverdon-les-Bains und 28 km nordwestlich von Lausanne (Luftlinie). Das Dorf erstreckt sich im Vallée de Joux auf dem Schwemmkegel der Lionne am Ostufer des Lac de Joux, im Waadtländer Jura.
Die Fläche des 31,9 km² grossen Gemeindegebiets umfasst einen Abschnitt im Waadtländer Jura und rund die Hälfte der Wasserfläche des Lac de Joux. Das Gebiet erstreckt sich vom flachen Uferrandstreifen nach Südosten auf die Antiklinale des Mont Tendre. Diese weist eine rund 3 km breite Nordschulter auf, die von ausgedehnten Wäldern (Grand Bois à Ban und Bois de la Rippe) sowie von Jurahochweiden (darunter der Communal de l’Abbaye) eingenommen wird, die mit den typischen mächtigen entweder einzeln oder in Gruppen stehenden Fichten bestanden sind. Die Landschaft zeigt als typische Erscheinungen des Karstes zahlreiche oberirdisch abflusslose Senken und Dolinen sowie Karrenfelder. Der höchste Punkt von L’Abbaye wird mit 1650 m ü. M. am Westhang des Mont Tendre erreicht. Im Osten verläuft die Grenze über den Haut du Mollendruz (1441 m ü. M.) und den Passübergang Pétra Felix (1144 m ü. M.). Nordöstlich des Lac de Joux und des angrenzenden Lac Brenet reicht der Gemeindeboden über die Hügellandschaft Les Agouillons (bis 1217 m ü. M.), das Moorgebiet Sagne Vuagnard und das Tal des Baches Ruisseau des Epoisats bis auf den Gipfel der Dent de Vaulion (1483 m ü. M.). Von der Gemeindefläche entfielen 1997 4 % auf Siedlungen, 57 % auf Wald und Gehölze, 37 % auf Landwirtschaft und etwas mehr als 2 % war unproduktives Land.
Zu L’Abbaye gehören die beiden Dörfer Le Pont (1008 m ü. M.) am Nordostufer des Lac de Joux und Les Bioux (1022 m ü. M.) am Südostufer. Letzteres besteht aus den praktisch aneinanderhängenden Strassenzeilensiedlungen Bas des Bioux (1010 m ü. M.), Vers chez Aron (1022 m ü. M.) und Vers chez Grosjean (1025 m ü. M.). Ferner gehören zu L’Abbaye auch zahlreiche Einzelhöfe, die weit verstreut auf den Jurahöhen liegen. Nachbargemeinden von L’Abbaye sind Vallorbe, Vaulion, Mont-la-Ville, L’Isle, Montricher, Le Chenit und Le Lieu.

## Bevölkerung
Mit 1536 Einwohnern (Stand 31. Dezember 2023) gehört L’Abbaye zu den mittelgrossen Gemeinden des Kantons Waadt. Von den Bewohnern sind 94,0 % französischsprachig, 2,5 % deutschsprachig und 1,5 % portugiesischsprachig (Stand 2000). Die Bevölkerungszahl von L’Abbaye belief sich 1850 auf 1018 Einwohner, 1900 auf 1350 Einwohner. Während des 20. Jahrhunderts schwankte die Einwohnerzahl zwischen 1050 und 1350. Seit dem letzten Tiefstand (1980 nach der Wirtschaftskrise noch 1068 Einwohner) hat die Bevölkerung wieder deutlich zugenommen.

## Wirtschaft
Schon früh entwickelte sich in L’Abbaye neben der Landwirtschaft auch die handwerkliche und industrielle Tätigkeit. Am Anfang der Entwicklung standen Ende des 15. Jahrhunderts Schmiede- und Hammerwerke sowie Dresch- und Sägemühlen, welche die Wasserkraft der Lionne nutzten. Ein Hochofen bestand von 1557 bis ins 18. Jahrhundert, ab etwa 1650 kamen auch metallverarbeitende Betriebe hinzu. Im Laufe des 18. Jahrhunderts wurden diese Betriebe durch die Uhrmacherei abgelöst, die zunächst in Heimarbeit, seit der Mitte des 19. Jahrhunderts in Fabriken getätigt wurde. Ende des 19. Jahrhunderts erlangte die Eisgewinnung in Le Pont eine wichtige Bedeutung. Das Eis wurde während des Winters aus der Eisdecke des Lac de Joux gesägt, anschliessend gelagert und im Sommer in das Schweizer Mittelland und bis nach Paris transportiert.
Heute ist die Bevölkerung in der Uhrenindustrie (hauptsächlich in Les Bioux ansässig), in Sägereien, im touristischen Bereich und im lokalen Kleingewerbe beschäftigt. Die Landwirtschaft besitzt nur noch eine geringe Bedeutung mit Viehzucht und Milchwirtschaft sowie Käseproduktion.

## Tourismus
Das Gebiet um den Lac de Joux, den Mont Tendre, die Höhen von Mollendruz und die Dent de Vaulion sind beliebte Ausflugsziele. Im Sommer kann auf dem See Wassersport betrieben werden. Die Jurahöhen eignen sich als Erholungsort und Wanderungsziel. Während des Winters sind bei L’Abbaye mehrere Skilifte in Betrieb.
In Le Pont befindet sich der Tierpark Juraparc.

## Verkehr
Die Gemeinde liegt an der Hauptstrasse von Vallorbe nach Le Brassus. Von dieser Hauptstrasse zweigt in L’Abbaye die Strasse über den Col du Mollendruz nach Cossonay ab. Am 31. Oktober 1886 wurde die Eisenbahnlinie Vallorbe–Le Pont in Betrieb genommen. Die von der Pont–Brassus-Bahn (PBr) gebaute Verlängerung nach Le Brassus wurde am 21. August 1899 eröffnet. L’Abbaye und Les Bioux werden durch die Buslinie, die von Le Pont nach Le Sentier verkehrt, an das Netz des öffentlichen Verkehrs angeschlossen.

## Geschichte

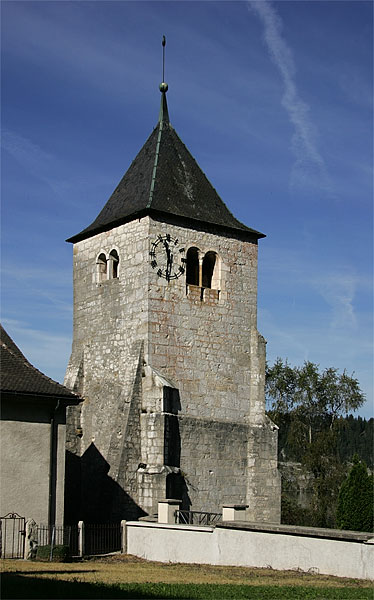
Kirchturm

Die Ortsgeschichte von L’Abbaye beginnt mit der Gründung eines Prämonstratenserklosters im Jahr 1126 durch Gozbert, der ein Schüler des heiligen Norbert von Xanten war. Das Kloster war der heiligen Maria Magdalena geweiht. 1228 wird der Ort als Abbatia de lacu Jurensi erwähnt (Abbaye du Lac de Joux). Die Chorherren machten das Land entlang des Lac de Joux urbar, und seit dem Beginn des 14. Jahrhunderts entwickelte sich das Dorf L’Abbaye um das Kloster.
Mit der Eroberung der Waadt durch Bern im Jahr 1536 und der Einführung der Reformation wurde das Kloster säkularisiert. L’Abbaye kam unter die Verwaltung der Landvogtei Romainmôtier. Seit 1571 bildete L’Abbaye nach der Abtrennung von Le Lieu eine selbständige Gemeinde. Die Fraktionen L’Abbaye, Le Pont und Les Bioux sind seit 1766 Teilgemeinden mit eigener Gemeindeversammlung und -verwaltung. Nach dem Zusammenbruch des Ancien Régime gehörte L’Abbaye von 1798 bis 1803 während der Helvetik zum Kanton Léman, der anschliessend mit der Inkraftsetzung der Mediationsverfassung im Kanton Waadt aufging. 1798 wurde die Gemeinde dem Bezirk La Vallée zugeteilt. Das Dorf L’Abbaye wurde mehrfach von schweren Bränden heimgesucht, der letzte ereignete sich 1966.

## Sehenswürdigkeiten
Von der ehemaligen Abtei ist nur noch der gotische Kirchturm aus dem 16. Jahrhundert erhalten. Für die Feier der 400 Jahre dauernden Unabhängigkeit der Gemeinde wurde 1971 eine spätgotische Arkade des Kreuzgangs wieder aufgebaut. Die heutige reformierte Kirche von L’Abbaye stammt von 1865. Les Bioux besitzt ebenfalls eine reformierte Kirche, ein Holzbau von 1698. Einige charakteristische Bauernhäuser des Waadtländer Juras aus dem 18. und 19. Jahrhundert sind erhalten.